# On-uma Chattha
On-uma Chattha (* 27. März 1997 in Nakhon Phanom) ist eine thailändische Leichtathletin, die sich auf den Sprint spezialisiert hat.

## Sportliche Laufbahn
Erste Erfahrungen bei internationalen Wettkämpfen sammelte On-uma Chattha bei den Juniorenasienmeisterschaften 2014 in Taipeh, bei denen sie mit der 4-mal-100-Meter-Staffel Hongkongs in 45,89 s die Silbermedaille gewann. Zwei Jahre später nahm sie erneut an den Juniorenasienmeisterschaften in der Ho-Chi-Minh-Stadt teil und gewann dort in 11,88 s die Bronzemedaille im 100-Meter-Lauf. Zudem siegte sie in 45,23 s auch mit der Staffel und qualifizierte sich damit für die U20-Weltmeisterschaften im polnischen Bydgoszcz, bei denen sie mit 45,89 s im Vorlauf ausschied. Im Jahr darauf erreichte sie bei den Asienmeisterschaften in Bhubaneswar das Halbfinale über 100 Meter und erreichte mit der Staffel in 44,74 s Rang vier. 
2018 nahm erstmals an den Asienspielen in Jakarta teil und schied dort mit in 11,66 s im Halbfinale aus. Zudem belegte sie mit der thailändischen Stafette den vierten Platz. Im Jahr darauf erreichte sie bei den Asienmeisterschaften in Doha das Halbfinale, in dem sie mit 11,85 s ausschied und erreichte mit der Staffel in 43,99 s Rang fünf. Anschließend gelangte sie bei den World Relays in Yokohama in 44,24 s nicht bis in das Finale und schied bei der Sommer-Universiade in Neapel mit 11,97 s im Vorlauf aus und wurde mit der Staffel in 45,23 s Sechste. Im Dezember belegte sie bei den Südostasienspielen in Capas in 11,77 s den fünften Platz und siegte mit der Staffel in 44,38 s. 2022 verteidigte sie bei den Südostasienspielen in Hanoi in 44,39 s den Titel mit der Staffel und gelangte über 100 Meter mit 11,80 s erneut auf Rang fünf und im Jahr darauf schied sie bei den Südostasienspielen in Phnom Penh mit 12,28 s und 25,55 s jeweils im Vorlauf über 100 und 200 Meter aus. Anschließend gewann sie bei den Asienmeisterschaften in Bangkok in 44,56 s gemeinsam mit Supawan Thipat, Supanich Poolkerd und Athicha Phetkun die Bronzemedaille hinter den Teams aus der Volksrepublik China und Japan. Im Oktober gewann sie bei den Asienspielen in Hangzhou in 44,32 s gemeinsam mit Supawan Thipat, Supanich Poolkerd und Sukanda Petraksa die Silbermedaille hinter dem chinesischen Team.
Chattha absolviert ein Sportstudium an der Chaiyaphum Rajabhat University. 2021 wurde sie thailändische Meisterin im 100-Meter-Lauf.

## Bestleistungen
- 100 Meter: 11,50 s (+1,0 m/s), 14. Juli 2018 in Warschau
- 200 Meter: 24,70 s (+0,5 m/s), 12. Dezember 2020 in Bangkok